# Селим Хадад
Селим Хадад (арап. Salīm Ḥaddād, سليم حداد; Кувајт, 1983) јесте књижевник је и социјални радник ирачко-немачког и палестинско-либанског порекла, чији је дебитантни роман Guapa објављен 2016. године.

## Биографија
Селим Хадад је рођен у Кувајту 1983. од либанско-палестинског оца и ирачко-немачке мајке, а школовао се у Јордану, Канади и Великој Британији. Јавно се представља као хомосексуалац.
Радио је са Лекарима без граница (Médecins Sans Frontières) и другим међународним организацијама у Јемену, Сирији, Ираку, Либији, Либану и Египту. Поред писања, он се бави и саветовањем међународних организација о хуманитарним и развојним питањима на Блиском истоку и Северној Африци. Живи на релацији између Блиског истока, где му је породица и Лондона, где живи са својим партнером.

## Дела
Хададов деби роман Guapa је објављен 8. марта 2016 у издању куће Other Press. Радња књиге, смештена у 24 сата, прати живот момка по имену Раса, хомосексуалца који живи у неименованој арапској земљи и покушава да изгради свој живот усред политичких и верских превирања.
Одломак романа је објавио „VICE”, и привукао је широку пажњу јавности, где га и Њујоркер назива „енергичним, осећањима испуњеним дебитним романом”. Према Бук Рајоту, „Хадад уклапа пост-колонијалну теорију, пост-револуционарну малаксалост и пост-изјашњавајућ преокрет са просечном пост-дипломском, шта-да-радим-са-својим-животом бесциљношћу, стварајући нешто чудесно и фасцинантно у међувремену”.
Његово дело је такође промовисано и у часописима Слејт (Slate) и Муфтех (Muftah).

## Синопсис
Смештен у току двадесет четири сата, роман прати Расу, геј мушкарца који живи у неименованој арапској земљи, док покушава да изгради свој живот усред политичких и социјалних превирања. Раса проводи дане преводећи текстове за западњачке новинаре и чезне за ноћима када може потајно да доведе свог љубавника, Тејмура, у своју собу. Једне ноћи Расина бака, са којом живи, проналази их заједно у кревету. Следећег дана Раса проводи у потрази за својим најбољим пријатељем Маџом, ватреним активистом и драг квин звездом ноћног клуба „Гуапа”, којег је ухапсила полиција. Из страха да се врати кући и стане пред своју баку, а уједно разочаран ужасом могућности потенцијалног губитка три најважније особе у његовом животу, Раса лута озлоглашеним градским насељима и затворима, раскошним свадбама градске елите, и баровима где изгнаници и интелектуалци пију у име давно изгубљене револуције. Сваки нови сусрет води га ближе суочавању са сопственим идентитетом, јер он преиспитује своје детињство и истражује тајне које прогањају његову породицу. Суочавајући се истовремено са колапсом политичке наде и његових најближих личних односа, он је приморан да открије корене свог отуђења и затим покуша да се поново издигне у друштву које га никада неће прихватити.